# Пенарт
Пена́рт (англ. Penarth) — місто на півдні Уельсу, в області Долина Гламорган.
Населення міста становить 23 245 осіб (2001). 

## Пам'ятки
У Пенарті розташований музей просто неба «середньовічне село Косместон».